# Partido Revolucionario Cubano
El Partido Revolucionario Cubano (PRC) fue una organización política creada por el intelectual cubano José Martí el 10 de abril de 1892 con el fin de organizar la independencia de Cuba y auxiliar en lo posible la de Puerto Rico, dos de las últimas provincias de ultramar de España en América. 

## Concepción y creación
José Martí, poseedor del ideario más completo y acabado del siglo XIX latinoamericano, con proyecciones ideológicas que superaban con mucho lo tradicional, abogó sin descanso por hacer realidad la hora de la "hora de la segunda independencia" En su estrategia continental, la liberación de Cuba y Puerto Rico era un primer paso que decidiría la suerte del continente.
Por tanto, José Martí a partir de 1891 dedicaría todas sus energías en crear una institución de nuevo tipo, estructurar una fuerte y sólida unidad revolucionaria, única en la historia de América Latina: El Partido Revolucionario Cubano, un partido para la independencia.  A fines de 1891 Martí había expresado en conversaciones y discursos a los exiliados cubanos, la idea de crear una agrupación que organizase y sirviese de vehículo idóneo a la preparación de una futura revolución. 
El día 3 de enero de 1892, en el Club San Carlos de Cayo Hueso (Key West), José Martí dio a conocer a José Francisco Lamadrid, José Dolores Poyo Estenoz y al coronel Fernando Figueredo, su idea de fundar el Partido Revolucionario Cubano (PRC), conocido también como el Partido Revolucionario Cubano-Puertorriqueño. 
A partir del 4 de enero de 1892 se inició un proceso de estudio y aprobación de las Bases y Estatutos Secretos por parte de la emigración de Cayo Hueso, Tampa y Nueva York. Cada agrupación existente en la emigración, o cada grupo de cubanos que quisiese formar un Club, analizo el documento, sugirió lo que estimó conveniente, y una vez, aprobados, se comunicó la aceptación al órgano supremo en Nueva York. Finalizado el proceso, de amplio vuelo democrático, se procedió a las elecciones de los cargos de Delegado, tesorero, secretario y presidentes de los cuerpos de consejo en EUA (Cayo Hueso, Tampa, Nueva York, Filadelfia, Marti City Ocala), Jamaica y Veracruz, resultando:
- Delegado José Martí
- Tesorero Benjamín Guerra
- Secretario Gonzalo de Quesada y Aróstegui

Por fin, el 10 de abril de 1892 es proclamado el PRC, resultado de la experiencia recogida por Martí en las anteriores conspiraciones y de su pensamiento que vemos a continuación:
- Independentista: El PRC es un partido por la independencia de Cuba, no es una asociación con fines electorales. Lo cual lo hace único en el siglo XIX latinoamericano.
- Latinoamericanista: El PRC tenía un departamento de apoyo a la independencia de Puerto Rico. Pues la liberación antillana formaba parte de un contexto mayor, la liberación efectiva del continente latinoamericano.
- Antirracista: El PRC no era una agrupación excluyente, todo individuo que aceptase las Bases y Estatutos Secretos podía pertenecer al PRC, sin importar raza, nacionalidad, religión o género, es decir, era un frente amplio para la independencia.
- Democrático: Anualmente se efectuaban rendiciones de cuenta en ambos sentidos elecciones

Como el PRC tenía una actuación histórica y un ideario en función de los intereses del pueblo cubano, en la práctica funcionó como el partido de las masas populares cubanas, ya que la gran burguesía se autoexcluyó y el PRC estaba formado fundamentalmente por obreros, campesinos y la pequeña burguesía. El carácter radical de los contenidos del PRC lo convirtió en promotor de la revolución más profunda y democrática en todo el siglo.

## Objetivos
En el preámbulo del acta se expresaba que:
"El Partido Revolucionario Cubano (PRC) no se proponía perpetuar en la República Cubana, que aspiraba a fundar, el espíritu autoritario y la composición burocrática de la Colonia, sino fundar un pueblo nuevo, capaz de vencer por el orden del trabajo real y el equilibrio de las fuerzas sociales los peligros de la libertad repentina en una sociedad compuesta para la esclavitud".

Bandera de Cuba, creada por el venezolano Narciso López en 1849 y adoptada por la Asamblea de Guáimaro en 1869.

Bandera de Puerto Rico, creada por Antonio Vélez Alvarado el 11 de junio de 1892 y aceptada por José Martí. La misma fue adoptada por la Sección de Puerto Rico del Partido Revolucionario Cubano en el 1895.

El acta además indicaba que el Partido se fundaba:
1. Para lograr con el esfuerzo reunido de todos los hombres de buena voluntad la independencia absoluta de Cuba y fomentar y auxiliar la de Puerto Rico.
2. Que no tenía como fin precipitar la guerra, ni lanzar al país a un movimiento mal dispuesto, sino ordenar la guerra generosa y breve que asegure en la paz y el trabajo la felicidad de todos los habitantes de Cuba.
3. Que no tiene por objeto llevar a Cuba a un grupo victorioso, sino preparar la guerra para el decoro y bien de los cubanos.
4. Que el Partido Revolucionario Cubano no desea atraerse la malevolencia de los países con los que debe mantener cordiales relaciones.
5. Que con la finalidad de organizar y llevar la guerra a Cuba allegará los fondos necesarios para ello.
6. Que el Partido Revolucionario Cubano aspira a establecer relaciones con los pueblos amigos que le permitan acelerar la guerra.

## Organización y funcionamiento
Los "estatutos secretos" establecieron una organización muy sencilla, ya que podían fundarse todos los clubes que se estimaran convenientes, con independencia los unos de los otros, siendo su labor principal la recaudación de fondos, para lo que existía una contribución voluntaria de un tanto por ciento de los sueldos o jornales de los miembros. Los presidentes de los clubes de cada localidad constituían un Cuerpo de Consejo y las elecciones se celebraban anualmente, cubriéndose los cargos de los clubes y designándose igualmente el delegado, el secretario y el tesorero, que eran la máxima representación del Partido. El delegado tenía plenos poderes, aunque Martí periódicamente realizaba visitas a los clubes e informaba de la parte de labor que podía darse a conocer.
El principal medio de difusión del PRC fue su órgano oficial, el periódico Patria, creado por Martí en marzo de 1892 con el fin de exponer sus ideas sobre Cuba y la guerra, así como para dar a conocer las actividades del exilio cubano.
Martí nombró a Juan Gualberto Gómez, Delegado Nacional en Cuba, quien a su vez se le subordinaban subdelegados provinciales:
- Subdelegado José Azcuy de Pinar del Río.
- Delegado Juan G. Gómez de La Habana.
- Subdelegado Emilio Domínguez de Matanzas.
- Subdelegado Francisco Martínez Pupo de Santa Clara.
- Subdelegado Antonio Pequera de Cienfuegos.
- Subdelegado Salvador Cisneros Betancourt de Camagüey.
- Subdelegado Rafael Portuondo Tamayo de Oriente.

José Martí con su tremendo poder de convencimiento y su carisma personal, le permitieron ejercer una influencia creciente en figuras no convencidas de la necesidad de un partido político para estructurar la nueva revolución, y trato por todos los medios de que en el PRC no se filtrara el espíritu de discordia y rivalidad entre los veteranos del 68. Nadie como Martí admiraba y exaltaba los extraordinarios méritos y virtudes de los jefes militares cubanos. Martí chocó con el obstáculo de atraer y unir a los veteranos, pues muchos firmantes del pacto del Zanjón proyectaban su derrotismo sobre la emigración, otros recelaban de las actividades de Martí y de los emigrados que no habían combatido con las armas en las manos en los campos de Cuba Libre. Martí logró atraer a jefes veteranos de gran prestigio como los Mayores Generales Máximo Gómez, Antonio Maceo, Carlos Roloff y Julio Sanguily.
Para Martí, organizar un ejército era un objetivo primordial, pero necesitaba de que un experimentado jefe veterano del 68 ocupara el cargo de General en Jefe, y propuso a Máximo Gómez, quien aceptó, y fue aprobado por votación de los veteranos del 68. Gómez se encargó de la organización militar con los recursos del PRC. Más adelante, Antonio Maceo aceptó ser el Lugarteniente General.
Martí y Gómez orientaron al delegado nacional Juan Gualberto Gómez, la creación del ramo militar paralelo al civil en cada provincia. Los veteranos se organizaron militarmente según los grados adquiridos en las anteriores contiendas, y conformaron el embrión del futuro ejército libertador.
- (Mayor General del 68) Julio Sanguily, sería el jefe del departamento occidental y el (Coronel del 68) José María Aguirre Valdés en La Habana y Pinar del Río.
- Pedro Betancourt Dávalos y Antonio López Coloma en Matanzas.
- (Coronel del 68) Francisco Carrillo en Las Villas.
- (Coronel del 68) Enrique Loret Mola y (Coronel del 68) Gonzalo Moreno en Camagüey.
- (Mayor General del 68 y 79) Guillermón Moncada y (Coronel del 68) Bartolomé Masó en Oriente.

El 5 de enero de 1895 reunidos en la calle Crespo No27 en la ciudad de La Habana, es fundada la Agencia General Revolucionaria de Comunicaciones y Auxilio, por José de Jesús Ramón de la Candelaria Pons y Naranjo Agente General Luis (n. 2/2/1859 Santa Clara-m.), elegido presidente, Alfredo Presas Morales Agente Iris, elegido su secretario, Juan García Martí Agente 2.º Luis, Federico de León, Lic. Nicasio Estrada Mora, Isidro F. Boada Agente Oriente, Fortunato Caillet Viamonte Agente Tejitas, Pedro Benítez Torres Agente Pato, Alfredo Martín Morales. El 31 de enero Martí le envía carta felicitándolos. Distribuidos por el territorio nacional, en estaciones de ferrocarril, puertos y correos, para tener conocimiento de movimientos de tropas, operaciones, etc de los españoles. Atendidos por el Cuartel general de Máximo Gómez durante la guerra. Enviaban medicinas a la manigua.
El plan de la Fernandina fue concebido por Martí, y consistía en la salida de EUA de tres embarcaciones, que, saliendo en distintas fechas, ajustaran sus recorridos para desembarcar en la isla de Cuba por puntos diferentes simultáneos: un primer barco recogería a Maceo en Costa Rica para desembarcar en oriente, un segundo barco trasladaría a Carlos Roloff a las Villas, y el tercer barco recogería a Martí y Gómez en Santo Domingo y los trasladaría al Camagüey... Dicho plan fracaso, cuando por una delación el gobierno de EUA confisco los tres barcos con toda su carga en enero de 1895.
El Partido funcionó de modo eficaz y el secreto fue absoluto, pues se utilizaron claves para la correspondencia, lo que permite comprender la extraordinaria labor que culminó en la independencia de Cuba de España y a la que se dedicó Martí hasta su muerte en la Batalla de Dos Ríos, el 19 de mayo de 1895.
El 10 de diciembre de 1898 se firma el Tratado de París en que España cede a EUA sus excolonias de Cuba, Puerto Rico, Filipinas y Guam. El 23 de diciembre de 1898 Tomás Estrada Palma, Colaborador más cercano de José Martí y Presidente del Partido tras su muerte, haciendo uso de su facultades como presidente de la organización y por considerar que el partido había "cumplido sus objetivos" disuelve el Partido Revolucionario Cubano.